# Nadniprianske
Nadniprianske (en ucraniano: Наддніпрянське) es un pueblo ucraniano perteneciente al óblast de Jersón. Situado en el sur del país, formaba parte del municipio de Jersón hasta 2020, aunque ahora es parte del raión de Jersón y del municipio (hromada) de Jersón.

## Toponimia
El nombre del lugar en ruso es Naddneprianskoye (en ruso: Надднепрянское).

## Geografía
Nadniprianske se encuentra a orillas del río Inhulets, 5 km al noreste de Jersón. 

## Historia
Nadniprianske se fundó en 1966 como una ciudad residencial para los empleados del Instituto de Irrigación Agrícola (en ucraniano: Інститут зрошуваного землеробства), cuya actividad está dirigida a desarrollar e implementar los fundamentos científicos de la agricultura de regadío, brindando asistencia a la agricultura en la obtención de rendimientos altos y sostenibles en tierras de regadío y secano. En 1971, el Instituto de Investigación de Agricultura de Riego de Ucrania recibió la Orden de la Bandera Roja del Trabajo por los éxitos logrados en el desarrollo y la introducción en la producción de métodos progresivos de riego de cultivos.
Nadniprianske recibió en 1979 el estatus de asentamiento de tipo urbano. 
Hasta el 18 de julio de 2020, Nadniprianske fue parte del municipio de Jersón. El raión se abolió en julio de 2020 como parte de la reforma administrativa de Ucrania, que redujo el número de rayones del óblast de Jersón a cinco. El área del municipio de Jersón se fusionó con el raión de Jersón.En 2023, Nadniprianske perdió el estatus de asentamiento de tipo urbano debido a la eliminación de este estatus administrativo.
La localidad estuvo ocupada por Rusia desde el 6 de marzo hasta el 11 de noviembre de 2022 en el marco de la invasión rusa de Ucrania.

## Demografía
La evolución de la población de Nadniprianske entre 1989 y 2021 fue la siguiente:
| 1258                                                          | 1132 | 1129 | 1117 | 1051 |
| (Fuente: Cities & Towns of Ukraine y UKRAINE: Größere Städte) |      |      |      |      |

Según el censo de 2001, la lengua materna de la mayoría de los habitantes, el 64%, es el ucraniano; del 35,83% es el ruso.

## Infraestructura

### Arquitectura, monumentos y lugares de interés
El asentamiento tiene un parque, un ejemplo del arte de la jardinería paisajística (fundado en 1965). En el parque hay más de 130 especies y formas de árboles y arbustos, alrededor de 150 rosales y 9 especies de árboles de hoja perenne. Además, se ha establecido el parque Komsomolsky con un área de 1 hectárea.

### Transporte
Nadniprianske tiene acceso por carretera a Jersón, así como a la autopista M14, que conecta Jersón con Mikolaiv y Melitópol. La estación de tren más cercana, a unos 2 kilómetros al sur del asentamiento, es Jersón-Sjidnyi, en la línea que conecta Jersón y Snijurivka.  